# Калмиківка (Старобільська міська громада)
Калми́ківка — село в Україні, у Старобільській міській громаді Старобільського району Луганської області. Населення становить 709 осіб.

## Історія
Під час організованого радянською владою Голодомору 1932—1933 років померло щонайменше 502 жителі села (за іншими підрахунками — 334 осіб).

## Населення

### Мова
Розподіл населення за рідною мовою за даними перепису 2001 року:
| Мова            | Кількість | Відсоток |
| --------------- | --------- | -------- |
| українська      | 629       | 88.72%   |
| російська       | 75        | 10.58%   |
| вірменська      | 1         | 0.14%    |
| інші/не вказали | 4         | 0.56%    |
| Усього          | 709       | 100%     |